# Isabelle Dourthe
Isabelle Dourthe (ur. 24 stycznia 1963) – francuska zapaśniczka walcząca w stylu wolnym. Złota medalistka mistrzostw świata w 1987 i srebrna w 1993 i 1994. Wicemistrzyni Europy w 1988 i trzecia w 1993. Pierwsza na mistrzostwach Francji w 1987, 1988, 1991, 1992, 1993 i 1995; druga w 1982 i 1983; trzecia w 1990, 1994 i 1997 roku.